# Sainthia
Sainthia är en ort i Indien.   Den ligger i distriktet Bīrbhūm och delstaten Västbengalen, i den östra delen av landet, 1 200 km sydost om huvudstaden New Delhi. Sainthia ligger 60 meter över havet och antalet invånare är 43 221.
Terrängen runt Sainthia är mycket platt. Runt Sainthia är det tätbefolkat, med 709 invånare per kvadratkilometer. Närmaste större samhälle är Siuri, 16,1 km väster om Sainthia. Trakten runt Sainthia består till största delen av jordbruksmark.